# Креатин
Креати́н або метил-гуанідо-оцтова кислота — органічна сполука (азотовмісна карбонова кислота) з номінальною формулою (H2N)(HN)CN(CH3)CH2CO2H. Міститься в організмах хребетних тварин, де бере участь в енергетичному обміні в м'язових і нервових клітин полегшуючи переробку аденозинтрифосфату. Креатин був вперше виділений у 1832 році Шеврьолем зі скелетних м'язів.
Часто використовується спортсменами. Споживання в спортивних цілях є дуже важливим, коли спортсмен хоче досягти значних успіхів у спорті.

## Метаболізм та пул креатину

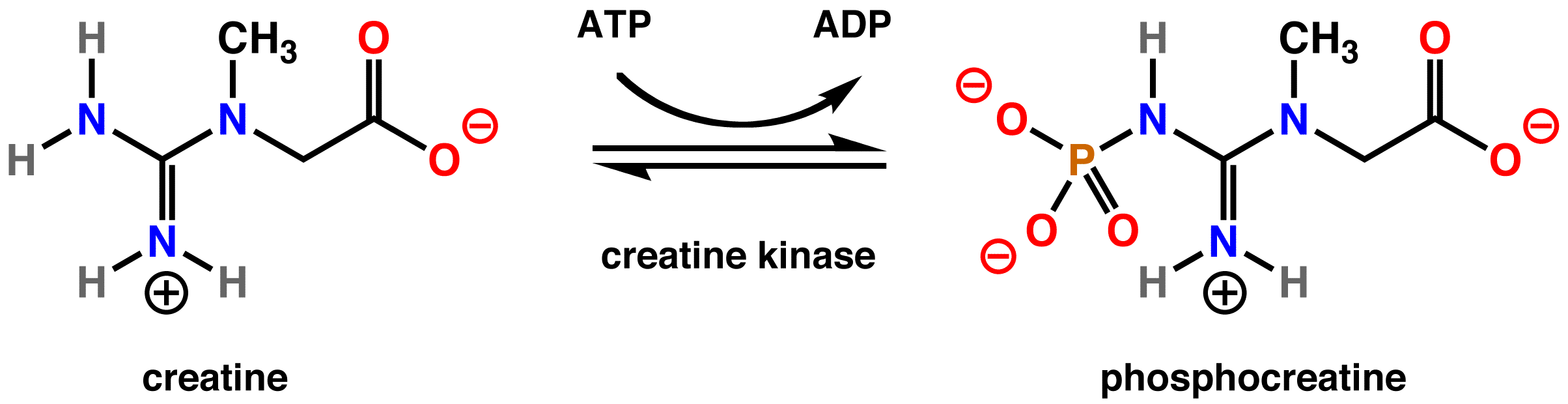
Схема 1 — Метаболізм креатину

Як зображено на схемі 1 праворуч, креатин утилізується креатинфосфокіназою в креатинфосфат (фосфокреатин), та може синтезуватися зворотним шляхом.

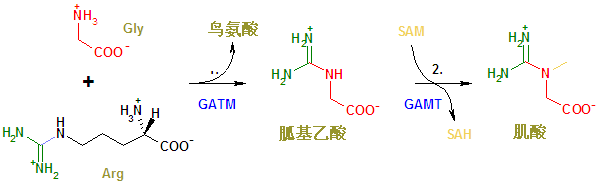
Схема 2 — Синтез креатину

У людей ферменти, що залучені в синтезі креатину містяться в печінці, підшлунковій залозі та нирках.
Креатин може бути вироблений у будь-якому з цих органів, і потім транспортований кров'ю в м'язи. Приблизно 95% загального пулу креатину запасається у тканинах скелетної мускулатури. Решта 5% виявляються в серці, мозку і яєчках. Загальний пул (запас) креатину в людей складається з креатину у вільній формі та у формі фосфокреатину. У тканині скелетної мускулатури фосфокреатин становить дві третини загального пулу креатину, а решту представлено вільними формами креатину. У відсутності екзогенного (одержуваного з дієти) креатину темп його екскреції у формі креатиніну становить у людей близько 1.6% на день. Таким чином, при вазі тіла 70 кг і загальному пулі креатину 140 г, людина буде втрачати приблизно 2 грами креатину в день при звичайній побутовій активності. При збільшенні фізичного навантаження оборот креатину теж збільшується, і його запас повинен бути поповнений за допомогою дієти або шляхом власного натурального виробництва організмом. Дієтичний креатин знаходиться головним чином у м'ясі, рибі та інших тваринних продуктах. Рослини містять тільки слідові кількості. Середня щоденна дієта з м'яса і овочів містить приблизно 1 грам креатину. Оскільки щоденна потреба в креатині може тільки частково покриватися шляхом дієти, решту змушений синтезувати сам організм. Креатин з током крові надходить у м'язи, де під впливом ферменту креатинкінази перетворюється на креатинфосфат. Креатинфосфат накопичується в клітині як джерело хімічної енергії для аденозинтрифосфату (АТФ). Після відщеплення фосфату креатин перетворюється на креатинін, який як шлак виводиться через нирки.
Веганська та вегетаріанська дієти пов’язані з нижчим рівнем креатину в м’язах, і спортсмени, які дотримуються таких дієт, можуть отримати користь від добавок креатину.
Ось приблизний рівень креатину в продуктах (у грамах креатину на 1000 грамів харчового джерела): креветки — сліди, тріска — 3, оселедець — 6.5-10, лосось — 4.5, тунець — 4, яловичина — 4.5, свинина — 5, молоко — 0.1, журавлина — 0.02.

## Історія
Креатин був відкритий в 1832 році французьким ученим Шеврелем (Chevreui), і з самого початку відкриття він буквально заворожив вчених завдяки важливій ролі в обміні речовин скелетної мускулатури.
Після відкриття Шеврелем креатину в 1832 році, інший учений — Ліберг (Lieberg), — підтвердив, що креатин — звичайний компонент плоті ссавців. Приблизно в цей же час дослідники Хайнц (Heintz) і Петтенкофер (Pettenkofer) виявили в сечі речовину, названу креатиніном.
Вони припустили, що креатинін утворюється з накопиченого в м'язах креатину. Вже на початку 20-го століття вчені провели низку досліджень креатину як добавки до харчування. Було виявлено, що не весь креатин, що приймається всередину, виводиться разом з сечею. Це свідчило про те, що частина креатину залишається в організмі. Дослідники Толин (Folin) і Денис (Denis) в 1912 і 1914 рр. відповідно визначили, що добавка креатину в їжу збільшувала вміст креатину в м'язових клітинах. 1923 року Хан (Hahn) і Мейер (Меуег) обчислили загальний вміст креатину в організмі людини, що важить 70 кг, який приблизно дорівнює 140 грамів. Вже в 1926 році було експериментально доведено, що введення креатину в організм стимулює зростання маси тіла, викликаючи затримку азоту в організмі. 1927 року дослідники Фіске (Fiske) і Саббароу (Subbarow) виявили «фосфокреатин», що являє собою хімічно пов'язані молекули креатину і фосфату, що накопичуються в м'язовій тканині. Вільні форми креатину і фосфорильованого фосфокреатину визнані ключовими проміжними продуктами обміну речовин в скелетної мускулатури. Після цього креатин на довгі роки був забутий, і в силовому тренінгу сплив пару років тому завдяки зусиллям знаменитого фахівця зі стероїдів Білла Філліпса (William Nathaniel Phillips) і його фірми Experimental and Applied Sciences.
Починаючи з 1992—1993 рр. серед новинок спортивного харчування немає популярнішої харчової добавки, ніж креатин. Досить сказати, що річні обсяги продажів за останні п'ять років тільки креатину моногідрату досягають 160 млн доларів США (без урахування надзвичайно дорогого фокреатину). Опитування, проведені виробниками, показали, що троє з чотирьох призерів літніх Олімпійських ігор 1996 року в Атланті використовували креатин у своїй підготовці.

## Фармакокінетика
Більшість досліджень креатину на сьогодні переважно зосереджено на фармакологічних властивостях креатину, але недостатньо досліджень фармакокінетики креатину. Дослідження не встановили фармакокінетичні параметри для клінічного застосування креатину, такі як об’єм розподілу, кліренс, біодоступність, середній час перебування, швидкість всмоктування та напіврозпад. Перед оптимальним клінічним дозуванням необхідно встановити чіткий фармакокінетичний профіль.

### Фаза завантаження
Було запропоновано приблизно 0.3 г/кг/день, розділених на 4 інтервали з рівним інтервалом, оскільки потреби в креатині можуть змінюватися залежно від маси тіла. Було також показано, що прийом нижчої дози 3 грами на день протягом 28 днів також може збільшити загальний запас креатину в м’язах до такої ж кількості, як швидка ударна доза 20 г/день протягом 6 днів. Однак 28-денна фаза навантаження не дозволяє реалізувати ергогенні переваги добавок креатину до повного насичення запасів м’язів.
Було показано, що додавання креатину вуглеводів або вуглеводів і білків збільшує затримку креатину.
Це збільшення запасів креатину в м’язах корелювало з ергогенними перевагами, які обговорювалися в дослідницькому розділі. Однак вивчаються вищі дози протягом тривалішого періоду часу, щоб компенсувати дефіцит синтезу креатину та пом’якшити захворювання.

### Фаза обслуговування
Після 5–7-денної фази завантаження запаси креатину в м’язах повністю насичуються, і добавки повинні покривати лише кількість креатину, що розщеплюється за день. Спочатку повідомлялося, що ця підтримуюча доза становить близько 2–3 г/день (або 0.03 г/кг/день), однак деякі дослідження запропонували підтримуючу дозу 3–5 г/день для підтримки насичених м’язів креатином.

## Фактор безпеки
Креатин - це найдешевший і швидкий спосіб поліпшити продуктивність під час тренувань і прискорити час появи результатів. Завдяки своїй ефективності і дешевизні креатин став найпопулярнішою спортивною добавкою: його річні продажі досягають понад 400 млн доларів.
Численні дослідження та експерименти з креатином довели його ефективність і, що важливо, безпеку. Креатин допоможе досягти кращих результатів у таких показниках:
- зростання чистої м'язової маси
- збільшення витривалості й сили
- краща витривалість під час анаеробних навантажень
- посилення інтенсивності під час різних типів тренувань
- швидше відновлення м'язів
- підвищення активності гормону росту
- уповільнення розпаду білка

Незамінний для тих, хто різко втратив м'язову масу
Додатково креатин покращує роботу пам'яті, запобігає вікову втрату м'язової маси і підвищує захисну здатність кісток.